# Gianmarco Franchini
Gianmarco Franchini (Paliano, 11 ottobre 2001) è un attore italiano.

## Biografia
Si forma presso la scuola di recitazione YD'Actors - Yvonne D'Abbraccio Studio - CentroNazionalediCinematografia. Ha esordito al cinema nel 2023 interpretando il coprotagonista Manuel nel film Adagio, diretto da Stefano Sollima; l'anno dopo è nuovamente al cinema con La casa degli sguardi di Luca Zingaretti, in cui interpreta il protagonista Marco.

## Filmografia parziale

### Cinema
- Adagio, regia di Stefano Sollima (2023)
- La casa degli sguardi, regia di Luca Zingaretti (2024)

### Televisione
- Wonderland, Rai 4 (2023)

## Riconoscimenti
- Festival di Venezia
  - 2023 - Premio NuovoImaie per Adagio
- Nastro d'argento
  - 2024 - Premio Graziella Bonacchi per Adagio
  - 2025 - Premio Fondazione Claudio Nobis per La casa degli sguardi